# Dacus impar
Dacus impar är en tvåvingeart som beskrevs av Drew 1989. Dacus impar ingår i släktet Dacus och familjen borrflugor. Inga underarter finns listade i Catalogue of Life.